# アイヴァル・アニステ
アイヴァル・アニステ（Aivar Anniste、1980年2月18日）は、旧ソヴィエト連邦、エストニア出身の元同国代表サッカー選手。現役時代のポジションはMF。現在はエストニア代表の助監督を務める。

## 経歴
1997年にレールSKと契約し、17歳の若さでサッカー選手としてのキャリアをスタートさせた。2004年には、自身初の海外移籍でノルウェーに、晩年はエストニアのクラブを転々とした。

## 代表経歴
1997年から、エストニア代表として活躍し、45試合3得点を記録している。